# 尼古拉·康德拉季耶夫

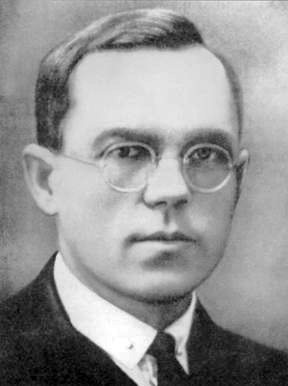
尼古拉·康德拉季耶夫

尼古拉·德米特里耶维奇·康德拉季耶夫（俄語：Никола́й Дми́триевич Кондра́тьев，1892年3月4日—1938年9月17日），一译康德拉捷夫、孔德拉季耶夫，苏联经济学家，提出康德拉季耶夫长波，认为资本主义经济发展过程中存在着周期为50年左右的景气与萧条交替的长期波动。美国著名学者沃勒斯坦在他的世界体系分析中就借用了康德拉季耶夫周期理论。

## 生平
康德拉季耶夫生于莫斯科北部一个农民家庭，十月革命前在圣彼得堡大学学习。他还是社会革命党成员，最初的研究领域是农业经济和粮食供应问题。1917年10月5日，25岁的他被任命为亚历山大·费奥多罗维奇·克伦斯基临时政府的供给部部长，但这个任期只维持了几天。
革命后，他主要致力于学术研究。1919年，他在彼得大帝农业学院得到一份教职，1920年，在莫斯科创立了危机状态研究所（Institute of Conjuncture），并在几年内它发展成为一个拥有51名研究人员和很高声誉的机构。
1923年，他卷入了关于工农业剪刀差问题的争论。5月，他参与制定苏联农业第一个五年计划的工作。1924年，他首次谨慎地提出了他的大周期假说，并游历了英国、德国、加拿大和美国，收集各国实证统计资料，验证和发展他的理论。
作为新经济政策的支持者，他认为农业和轻工业的发展应该优先于重工业，这些观点的影响持续到1925年。伴随着苏联领导人的更替，新经济政策逐渐被放弃。
1928年，康德拉季耶夫被免去研究所领导职务，1930年7月被逮捕，罪名是参加了一个可能不存在的非法的农民劳动党。他被判处8年徒刑，服刑期间，他继续研究并试图完成5本新书。1938年，随着大清洗高潮来临，他最终被处死，终年46岁。50年后，1987年7月16日，他得到了平反。

## 著作
- 《战时及战后世界经济及其波动》(1922年)
- 《经济生活中的长波》(1925年)
- 《大经济周期》(1928年)
- 《经济稳定和变动的主要问题》（1934）